# Hubert Bourdot
Hubert Bourdot est un prêtre catholique et mycologue français, né le 30 octobre 1861 à Imphy (Nièvre), où son père était gendarme, et mort le 30 septembre 1937 à Saint-Priest-en-Murat (Allier). 
Avec le mycologue Amédée Galzin (1853-1925), il est coauteur d'une série de publications (1909-1925) relatives aux Aphyllophorales d'Europe publiées dans le Bulletin de la Société Mycologique de France. Cet ouvrage capital, « Les Hyménomycètes de France », est mondialement connu et toujours consulté avec intérêt à l'étranger comme en France, malgré les bouleversements et les progrès de la systématique des Aphyllophorales.

## Biographie
Son père a été muté à Doyet (Allier) en 1870 puis, retraité en 1875, est devenu le concierge de l’évêché de Moulins ; c'est donc dans cette ville que le futur abbé Bourdot fait ses études, devient professeur à l'externat Saint-Michel à partir de 1883 et est ordonné prêtre la même année.
La vocation des sciences naturelles se manifeste dès l'entrée au grand séminaire, quand un professeur lui prête sa première flore. Il se constitue aussitôt un herbier des plantes du Bourbonnais. En 1888, il est l'un des fondateurs de la Société scientifique du Bourbonnais. Son herbier de phanérogames complété, il se passionne pour les lichens et les champignons, sous l'influence déterminante du très actif mycologue, le capitaine Lucand, notamment les Polypores sensu lato (Aphyllophorales) et adhère également à la toute jeune Société mycologique de France en 1888.
De 1882 à 1894, il publie « Les Hyménomycètes des environs de Moulins » dans la revue de la Société scientifique du Bourbonnais. Après la mort de Lucand en 1896, il correspond avec Quélet, puis de 1901 à 1906, il lui adresse des spécimens, ainsi qu'à Robert Fries (le petit-fils d'Elias Magnus), Boudier et Bresadola pour obtenir confirmation de ses déterminations.

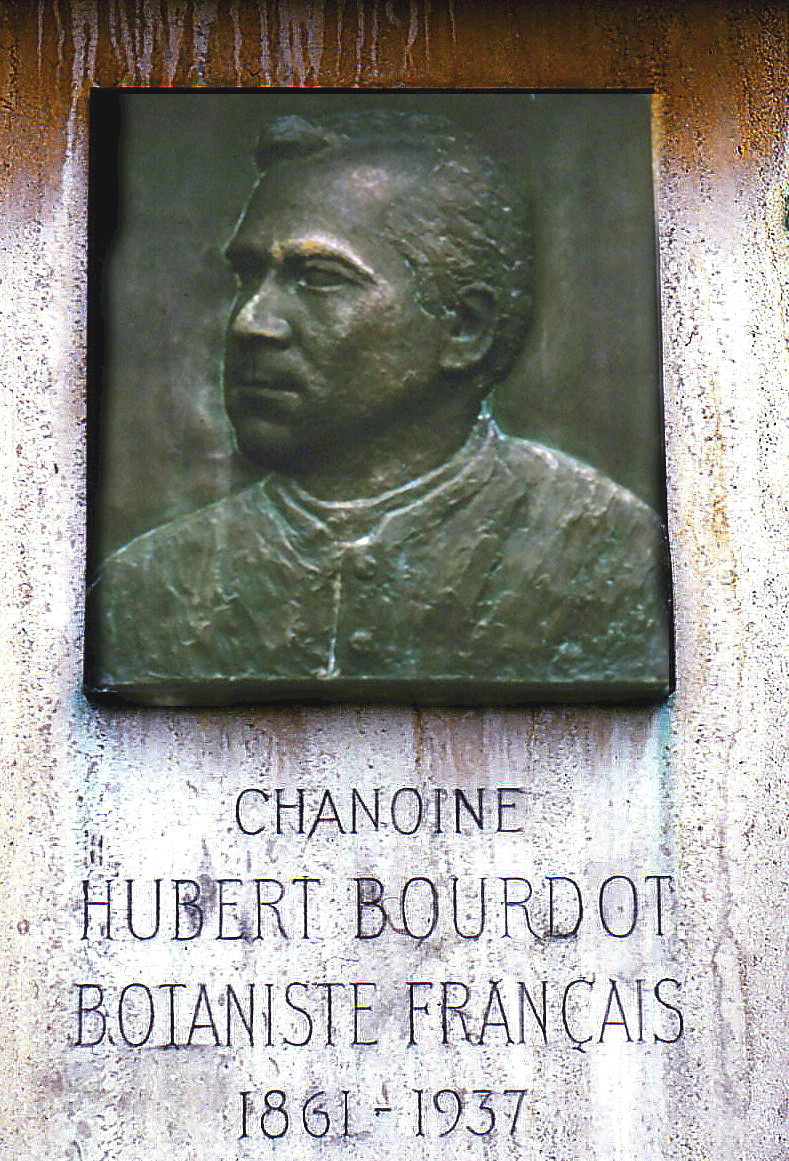
Plaque commémorative apposée par la Société mycologique de France sur la tombe du mycologue Hubert Bourdot

## B. & G.: Les deux font la paire
C'est en 1903 qu'il rencontre Amédée Galzin (1853-1925), vétérinaire militaire en retraite dans l'Aveyron, qui adhère à la SMF la même année. Homme de terrain et récolteur impénitent, Galzin submerge littéralement Bourdot de ses envois, explorant tous les habitats potentiels et repérant les plus petites espèces : « Oculatissimus » disait de lui Bresadola. Il avait conquis l'estime de Bourdot qui le considérait comme un collaborateur à part entière, souvent d'un avis autorisé, et sans lequel son œuvre n'eût jamais vu le jour. Galzin lui adressera jusqu'à sa mort un nombre fantastique d'échantillons. La parution récente des Fungi hungaricini et des Fungi polonici de Bresadola, la prédilection de Galzin pour les champignons lignicoles, et ceux-ci se prêtant aisément à la conservation en herbier, déterminèrent leur commune et solide collaboration.
Commencée en 1909 et malgré l'interruption due à la Première Guerre mondiale, le succès de cette œuvre autorisa une réimpression totale en 1928 sous les auspices de la SMF. Bourdot la complète et y rend hommage à Bresadola.
En 1910, il est élu président honoraire en 1910 de la Société Scientifique du Bourbonnais et du Centre de la France. 
Bourdot apportait le plus grand soin à la description des espèces et des supports, contrôlés sur le terrain par Galzin. La qualité et la précision de ses diagnoses est stupéfiante, surtout quand on sait qu'il n'avait qu'un microscope à statif fixe, un martelet de sa fabrication faisant office de microtome, avec lequel il dilacérait les hyphes. Pauvre et désintéressé, sa modestie l’empêchait aussi de créer une nouvelle taxinomie. Il se borna à adapter celle de Patouillard.  
De 1898 jusqu'à sa mort, Bourdot reste le chanoine de la paroisse de Saint-Priest-en-Murat. Élu vice-président (1919) puis président d'honneur (1929) de la Société Mycologique de France, son évêque, conscient de sa valeur scientifique, la sanctionna en le nommant chanoine honoraire. 
Officier d'Académie en 1921, en 1935, son œuvre mycologique fut récompensée par la British Mycological Society dont il était membre. Il est également correspondant du Muséum, du Ministère de l'Instruction publique (dont il est nommé Officier en 1931), de la Société des Sciences de Cherbourg, vice-président de la section mycologie au Congrès international de Botanique à Amsterdam en 1936 entre autres sociétés savantes. Il reçoit le prix Demazières en 1929 et le prix Gandoger en 1936.
Sa vue commençant à baisser depuis 1928, il lègue son herbier mycologique au musée national d'histoire naturelle de Paris, en se réservant le droit de le conserver tant que sa vue lui permettrait de l'utiliser. Il fut hélas déposé en 1935, y restant longtemps isolé des autres collections.
Cinq jours avant sa mort, il bénissait encore un mariage[réf. nécessaire][pertinence contestée] pour expirer le 30 novembre 1937, en proie à des étouffements depuis plusieurs semaines.
En 1950, une souscription fut ouverte pour apposer un médaillon et une plaque commémorative sur la façade de l'église de Saint-Priest en Murat, inaugurée le 6 juin 1950, en présence de Roger Heim et E.J. Gilbert de la SMF.

## Distinctions
- Officier d'académie

## Sélection de publications
- Bourdot, H.; Galzin, A. 1909. Hyménomycètes de France: I. Heterobasidiés. Bulletin de la Société mycologique de France. 25:15-36
- Bourdot, H.; Galzin, A. 1910. Hyménomycètes de France: II. Homobasidiés: Clavariés et Cyphellés. Bulletin de la Société mycologique de France. 26:210-228
- Bourdot, H.; Galzin, A. 1911. Hyménomycètes de France: III. Corticiées: Corticium, Epithele, Asterostromella. Bulletin de la Société mycologique de France. 27(2):223-266
- Bourdot, H.; Galzin, A. 1913. Hyménomycètes de France: IV. Corticiées: Vuilleminia, Aleurodiscus, Dendrothele, Gloeocystidium, Peniophora. Bulletin de la Société mycologique de France. 28(4):349-409
- Bourdot, H.; Galzin, A. 1914. Hyménomycètes de France: V. Hydnées. Bulletin de la Société mycologique de France. 30(2):243-280
- Bourdot, H.; Galzin, A. 1920. Hyménomycètes de France: VI. Asterostromés. Bulletin de la Société mycologique de France. 36:43-47
- Bourdot, H.; Galzin, A. 1921. Hyménomycètes de France: VII. Stereum. Bulletin de la Société mycologique de France 37: 118-130.
- Bourdot, H.; Galzin, A. 1922. Hyménomycètes de France: VIII. Hymenochaete. Bulletin de la Société mycologique de France 38: 179-185.
- Bourdot, H.; Galzin, A. 1923. Hyménomycètes de France: IX. Méruliés. Bulletin de la Société mycologique de France 39 (2): 96-118.
- Bourdot, H.; Galzin, A. 1923. Heterobasidieae nondum descriptae. Bulletin de la Société mycologique de France 39: 261-266.
- Bourdot, H.; Galzin, A. 1924. Hyménomycètes de France: X. Phylactériés. Bulletin de la Société mycologique de France 40: 105-136.
- Bourdot, H.; Galzin, A. 1924. Hyménomycètes de France: X. Phylactèriés. Bulletin de la Société mycologique de France 40 (2): 135-162.
- Bourdot, H.; Galzin, A. 1925. Hyménomycètes de France: XI. Porés. Bulletin de la Société mycologique de France 41 (1): 98-144.
- Bourdot, H.; Galzin, A. 1925. Hyménomycètes de France: XI. Bulletin de la Société mycologique de France 41: 145-255.
- Bourdot, H.; Galzin, A. 1927. publ. 1928. Contribution à la Flore Mycologique de la France. 1. Hyménomycètes de France. Hetérobasidiés: Homobasidiés Gymnocarpes. i-iv, 1-761. Sceaux, France; Marcel Bry, Dessinateur Imprimeur, [réimpression augmentée].